# Menophra punctilinearia
Menophra punctilinearia là một loài bướm đêm trong họ Geometridae.